# 久米島選挙暴動
久米島選挙暴動（くめじませんきょぼうどう）とは、1965年11月15日にアメリカ占領下の沖縄の仲里村（現久米島町）で発生した暴動。

## 事件の概要
1965年11月14日に第7回立法院議員総選挙が実施された。久米島でも即日開票が行われ、午後11時30分頃に当落が判明した。
11月15日午前1時30分頃、仲里村で落選候補者の支持者約100人が、当選候補者の選挙事務所やその支持者の家を襲い、家屋を破壊するなどの乱暴狼藉を働いた。その後、別の集落にも出向き、当選候補者の支持者宅を襲い続けた。これを知った当選候補者の支持者ら約40人が駆けつけ、逃げ遅れた5人を捕まえて派出所に突き出した。すると、落選候補者の支持者約500人が派出所を包囲して、5人の釈放を要求した。
一方、仲里村の村役所では、当選候補者を支持した村議会議長・副議長が約2000人の落選候補者の支持者に取り囲まれ、辞職を強要された。
琉球警察那覇警察署より警察官が派遣され、約100人を逮捕し漸く沈静化した。

## 事件の要因
久米島の仲里村と具志川村は長年にわたって対立関係にあり、シマ社会の閉鎖性と相まって、事あるごとにトラブルを起こしていた。
そこで両村の有力者は、立法院議員選挙では交互に候補者を出そうという取り決めを交わした。今回の選挙は仲里村の番であった。
ところが、具志川村側はこの取り決めは無効だと主張し、独自の候補を擁立した。一方、仲里村でも候補一本化に難航し、村議会議長・副議長が具志川村側の候補者を支援し、その候補者が当選したことから暴動と吊し上げが行われた。